# Edsel Ranger
Edsel Ranger var en amerikansk bilmodell och det enklaste utförandet av bilmärket Edsel vilken Mercury-Edsel-Lincoln-divisionen producerade för Ford Motor Company i USA under modellåren 1958 – 1960. Ranger baserades tillsammans med den något mer påkostade modellen Edsel Pacer på samma chassi som användes på Fordbilar av modellerna Fairlane och Fairlane 500. Även karosstommen delades med dessa Fordmodeller.
Ranger-modellerna hade förutom mindre chassi och kaross även en något enklare interiör jämfört med de lyxigaste modellerna i programmet. Dessutom saknade modellen flera rostfria detaljer och lister som övriga modeller hade. Bilen hade en inpressning (”scallop”) på bakskärmarna som antingen lackerades i bilens kulör eller i en avvikande kulör tillsammans med taket.
Chassit var ett rambygge av traditionellt bakhjulsdrivet amerikanskt snitt. Hjulupphängningen bak var försedd med stel bakaxel och bladfjädring samt en individuell kulledsförsedd framvagn.

## 1958
I likhet med systermodellen Pacer var drivkällan som användes som standard i de USA-sålda bilarna en bensindriven V8-motor på 361 kubiktum vilken försedd med en fyrports Holleyförgasare utvecklade 303 hk (på exportmodellerna valde man dock att istället montera en V8-motor från Ford på 332 kubiktum). Kraftöverföringen var en 3-växlad manuell växellåda som standard som dock antingen kunde extrautrustas med överväxel (”overdrive”) eller ersättas av samma trestegs automatiska växellåda som manövrerades med hjälp av tryckknappar placerade i rattcentrumet (”Teletouch”) som satt som standard i de båda lyxigaste modellerna av Edsel.
För 1958 skedde tillverkningen i USA av de båda mindre modellerna Pacer och Ranger vid de tre sammansättningsfabrikerna i Mahwah, New Jersey och San Jose, California samt Louisville, Kentucky. Dessutom skedde tillverkning i Oakville, Ontario i Kanada och i Europa sattes bilar samman i Antwerpen i Belgien.
Modellåret 1958 uppskattas totalt 21 301 bilar av modellen Ranger ha tillverkats (varav 1 487 vid Kanadafabriken).
| Kod    | Karosstyp         | Antal  |
| 57 A   | 4-d Hardtop Sedan | 3 267  |
| 58 A   | 4-d Sedan         | 7 414  |
| 63 A   | 2-d Hardtop Coupe | 6 005  |
| 64 A   | 2-d Sedan         | 4 615  |
| Totalt | Ranger            | 21 301 |
| ------ | ----------------- | ------ |

Av 58:orna såldes cirka ett 50-tal Edsel Pacer/Ranger nya i Sverige, men de flesta fordon som idag rullar här är resultatet av import av begagnade bilar från mitten 1970-talet och framåt.

## 1959
För modellåret 1959 hade man slopat namnet Pacer och Ranger var nu den enda enklare modellen i märkets betydligt bantade utbud. Det var en rent prestandamässigt nedtonad bil som presenterades detta år jämfört med året innan. Den automatiska växellådan Teletouch som visat sig vara otillförlitlig, ersattes med en likvärdig som istället manövrerades på konventionellt sätt via växelspak. Motorstyrkan sjönk med upp till 52 % beroende på utrustning och Ranger erbjöds nu med en V8-motor på 200 hk som standard i kombination med en 3-växlad manuell växellåda, men som tillval fanns en även både en 2-stegs såväl som en 3-stegs automat. 
Med undantag för en handfull förseriebilar skedde i USA endast tillverkningen för samtliga bilar av märket Edsel vid sammansättningsfabriken i Louisville, Kentucky. Dessutom skedde ännu tillverkning i Oakville, i Kanada men i Europa hade den tidigare sammansättningen i Antwerpen i Belgien nu upphört.
Modellåret 1959 uppskattas totalt 30 258 bilar av modellen Ranger ha tillverkats (varav 1 840 vid fabriken i Kanada).
| Kod    | Karosstyp         | Antal  |
| 57 F   | 4-d Hardtop Sedan | 2 451  |
| 58 D   | 4-d Sedan         | 14 063 |
| 63 F   | 2-d Hardtop Coupe | 5 966  |
| 64 C   | 2-d Sedan         | 7 778  |
| Totalt | Ranger            | 30 258 |
| ------ | ----------------- | ------ |

Endast någon enstaka Edsel av årsmodell 1959 torde ha blivit såld ny i Sverige.

## 1960
För modellåret 1960 hade man slopat namnet Corsair och Ranger blev namnet för samtliga modeller utom stationsvagnarna, vilka gick under modellnamnet Villager.
Alla modeller var standardutrustade med en V8 på 185 hk, vilken antingen kunder ersättas med en billigare rak sexcylindrig motor på 145 hk eller med en modernare V8 på 300 hk.
Under de dryga två månader som produktionen var igång uppskattas totalt 2 571 bilar av modellen Ranger ha tillverkats, nästan samtliga vid sammansättningsfabriken i Louisville, Kentucky. Om man lägger till 275 tillverkade Edsel Villager blir totalsumman 2 846 fordon av 1960 års modell.
| Kod    | Karosstyp                  | Antal |
| 57 A   | 4-d Hardtop Sedan          | 104   |
| 57 B   | 4-d Hardtop Sedan (Deluxe) | 31    |
| 58 A   | 4-d Sedan                  | 1 126 |
| 58 B   | 4-d Sedan (Deluxe)         | 162   |
| 63 A   | 2-d Hardtop Coupe          | 243   |
| 63 B   | 2-d Hardtop Coupe (Deluxe) | 52    |
| 64 A   | 2-d Sedan                  | 777   |
| 76 B   | 2-d Cabriolet              | 76    |
| Totalt | Ranger                     | 2 571 |
| ------ | -------------------------- | ----- |

Modellen Ranger och därmed hela bilmärket Edsel slutade tillverkas den 19 november 1959.

## Övrigt
Till skillnad mot hur fallet var i USA så skedde försäljningen av Edsel i de nordiska länderna via samma återförsäljare som sålde Ford. Följden blev att bilarna i Skandinavien har kommit att kallas ”Ford Edsel” (jmfr. Mercury och Lincoln).
Efter det att produktionen lagts ner har modellnamnet Ranger senare kommit att återanvändas bland annat inom Fordkoncernen på den Mazdabaserade pickupen Ford Ranger som tillverkats sedan 1983, men även hos General Motors som åren 1968 – 1976 tillverkade bilmärket Ranger i Sydafrika.

## Bildgalleri

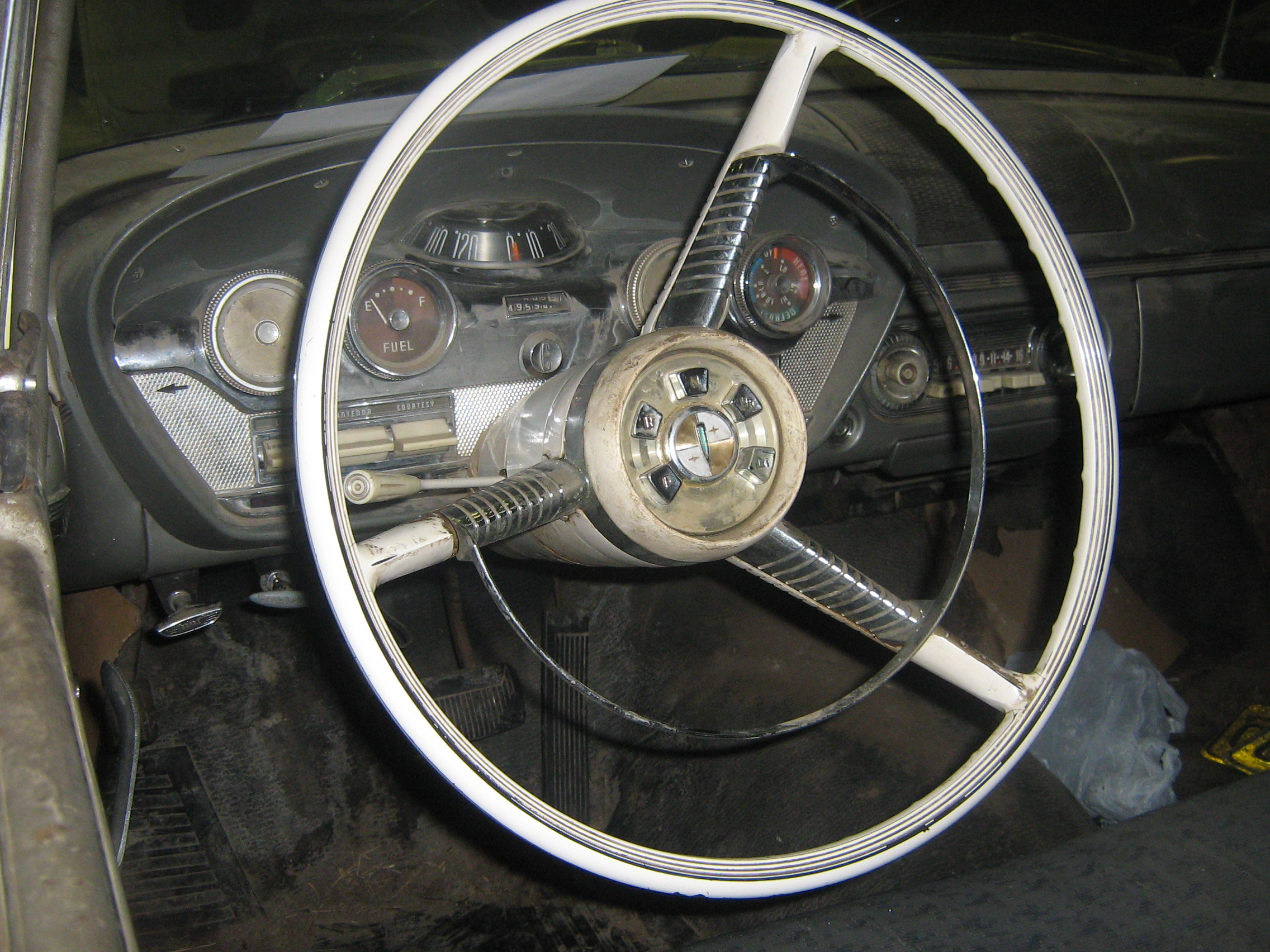
1958 Ranger interiör, med ”teletouch” i rattcentrum
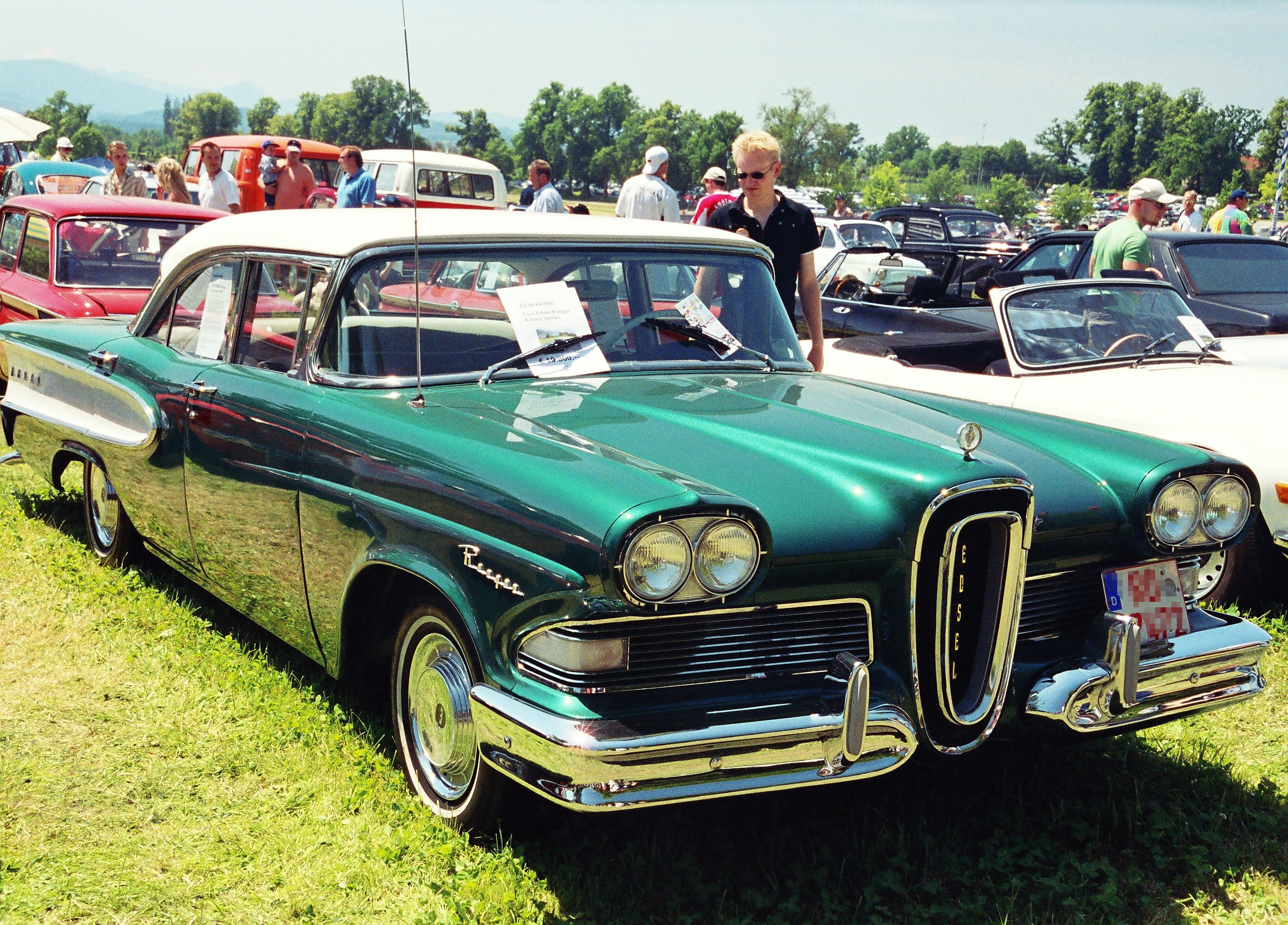
1958 Ranger 4-d Sedan
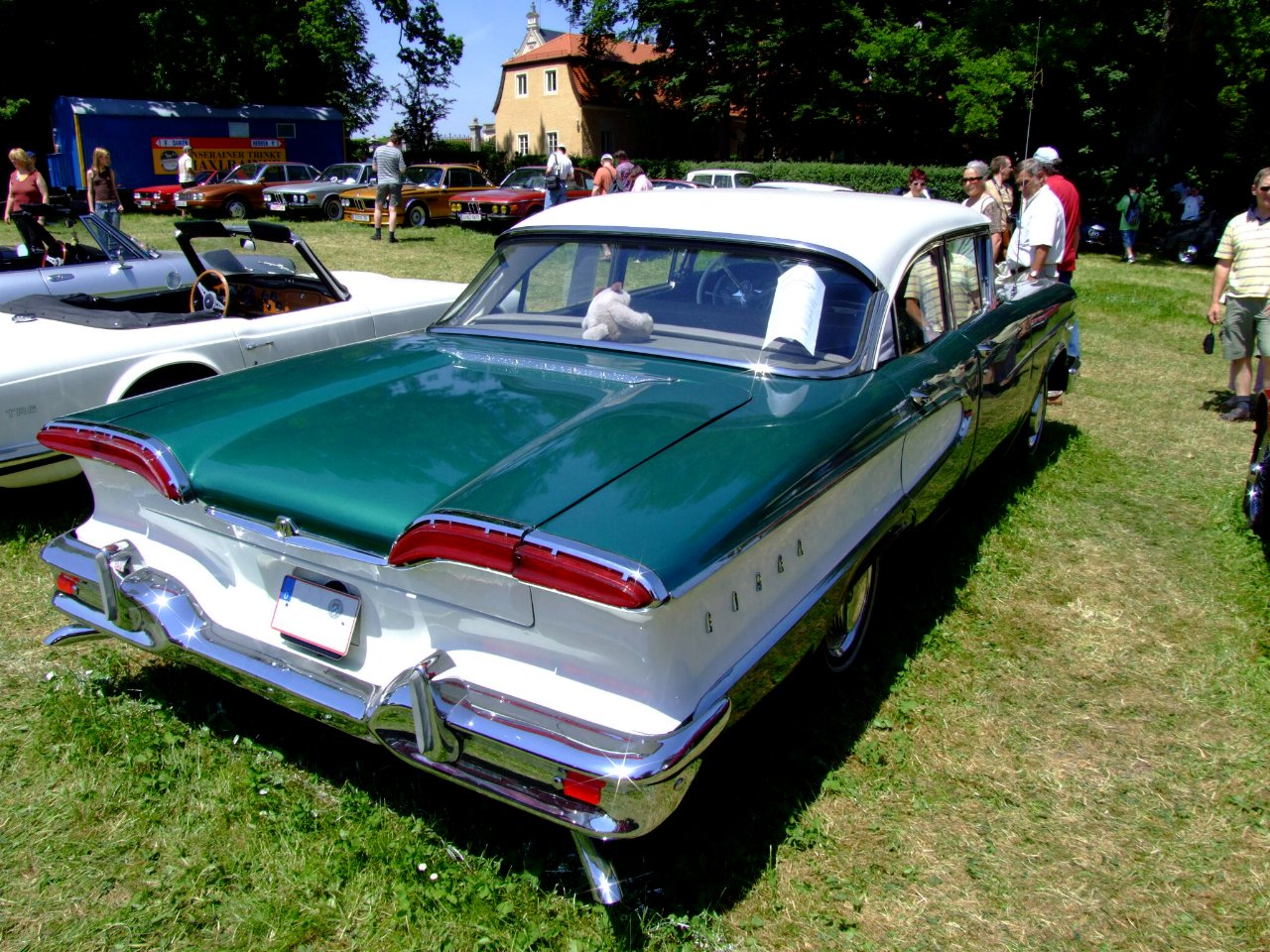
1958 Ranger 4-d Sedan
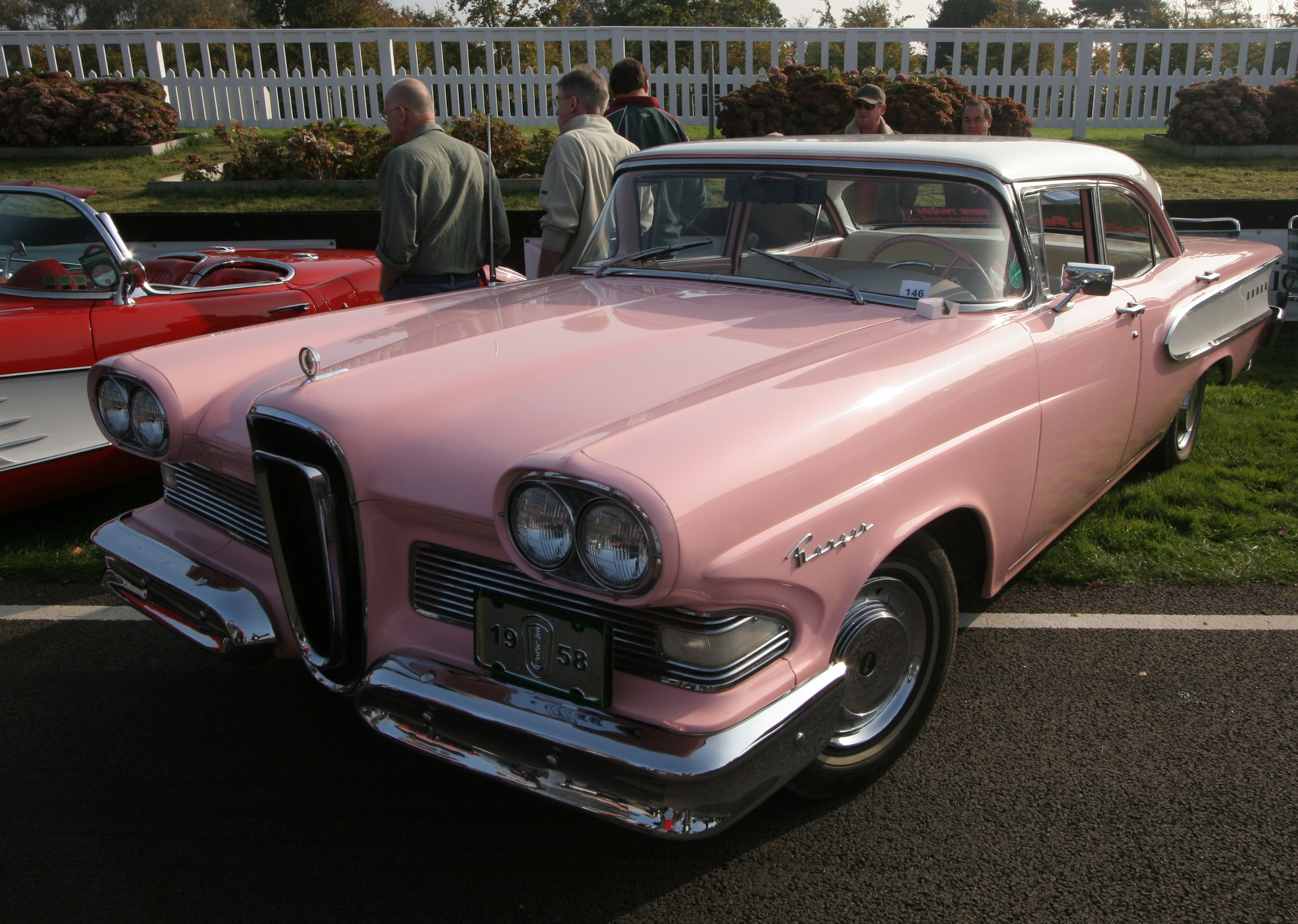
1958 Ranger 4-d Sedan
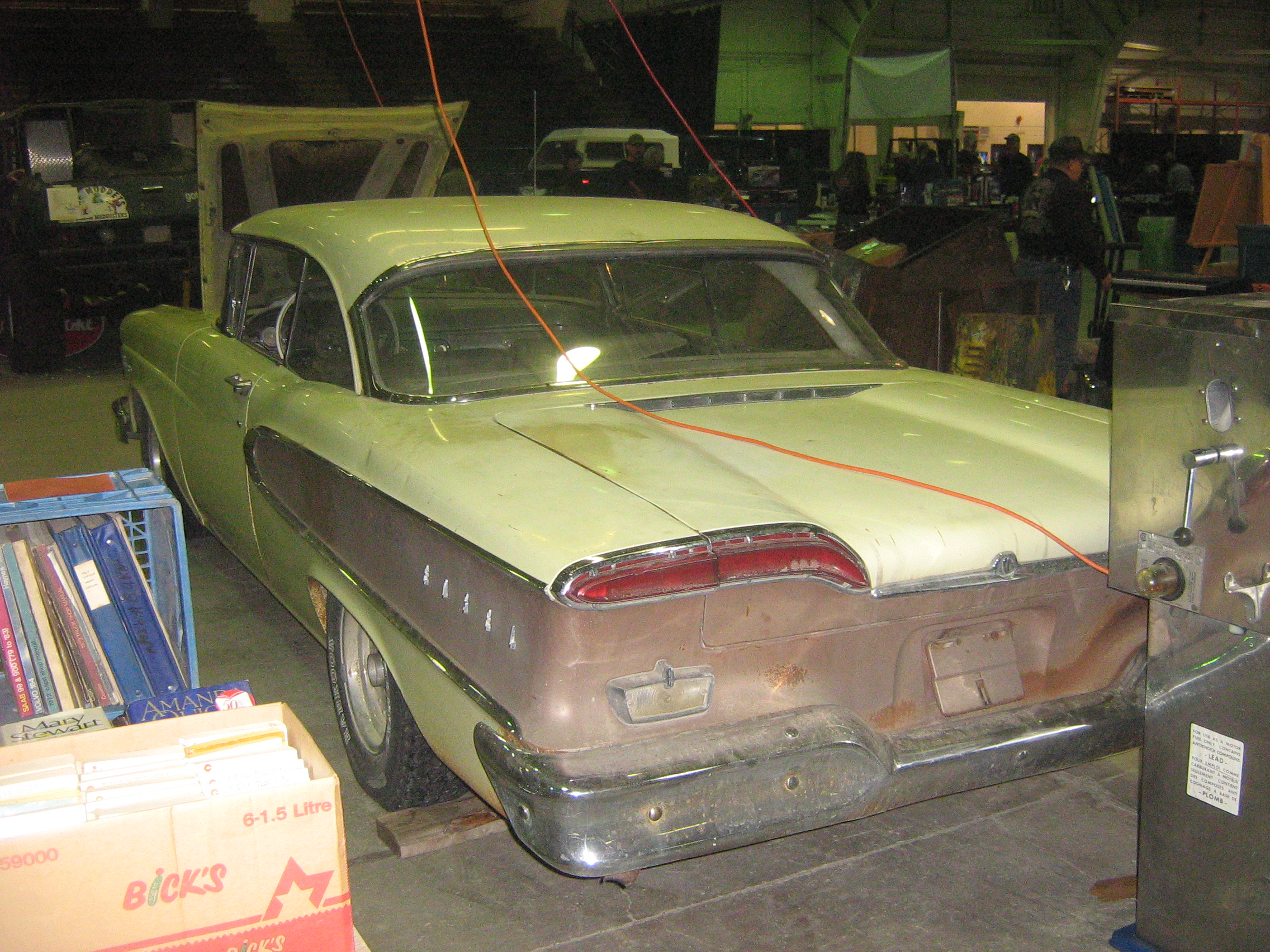
1958 Ranger 2-d Hardtop
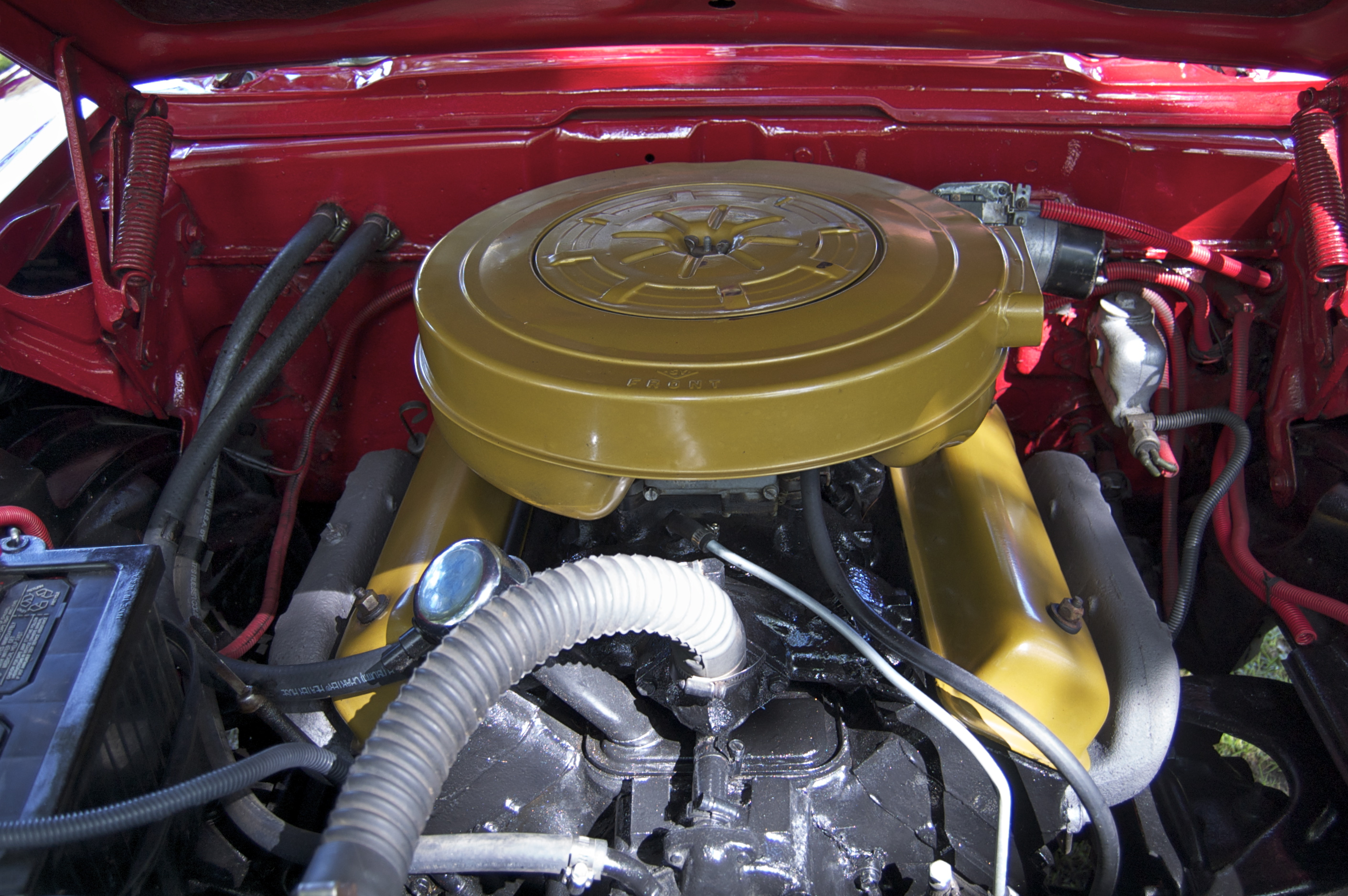
1959 Ranger 292”-motor
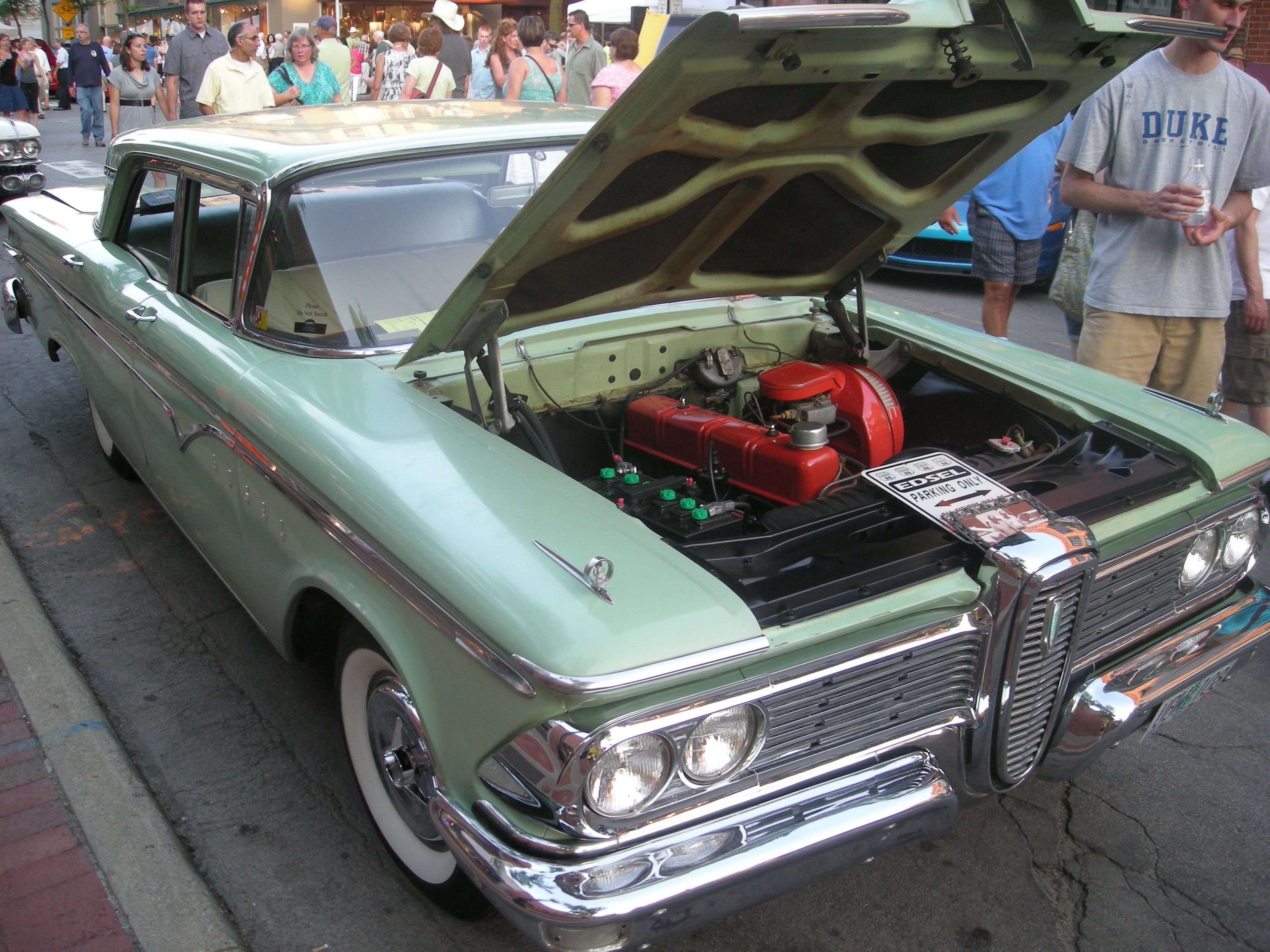
1959 Ranger 4-d Sedan med ”Econo-Six”
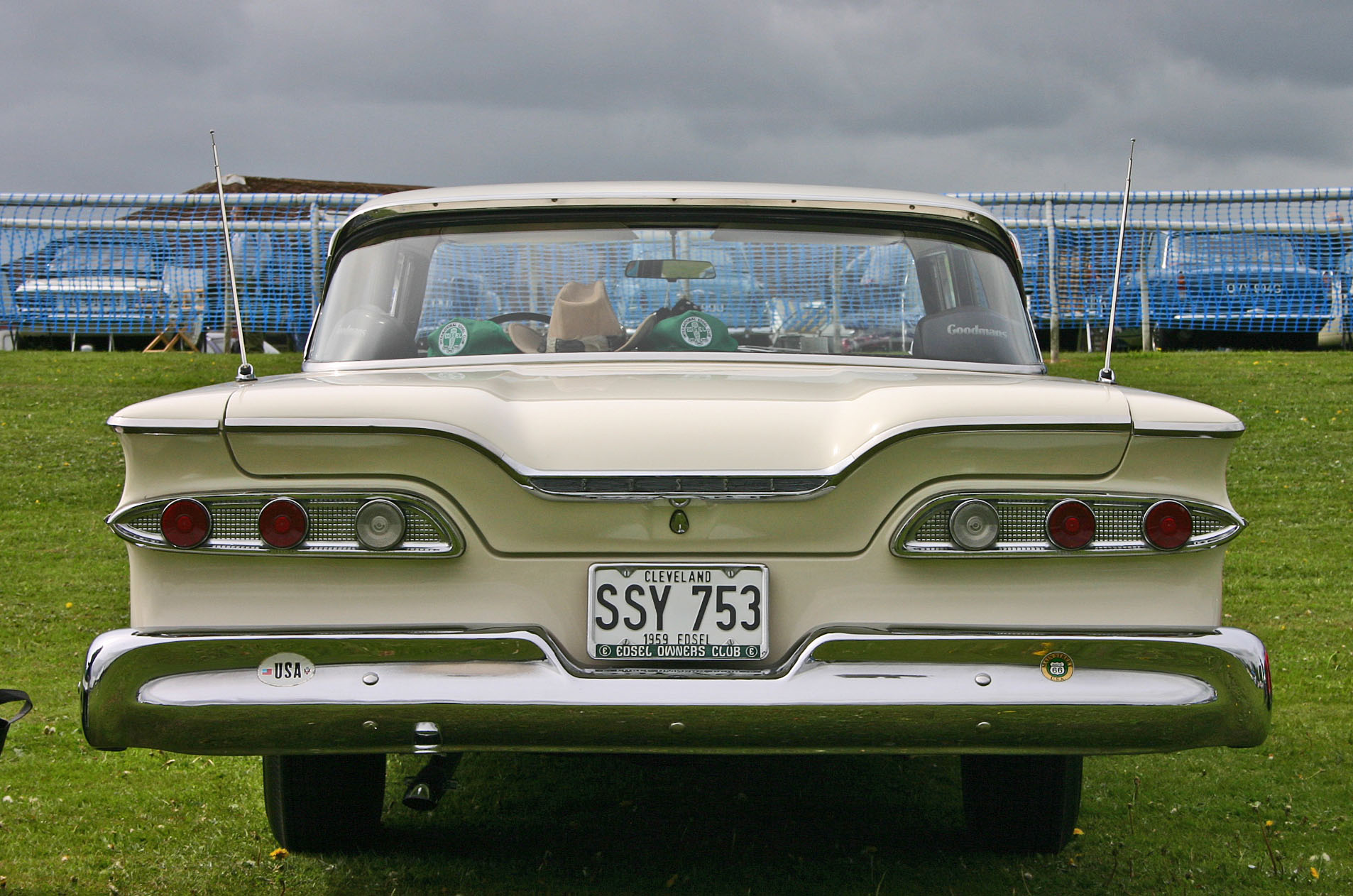
1959 Ranger 2-d Sedan
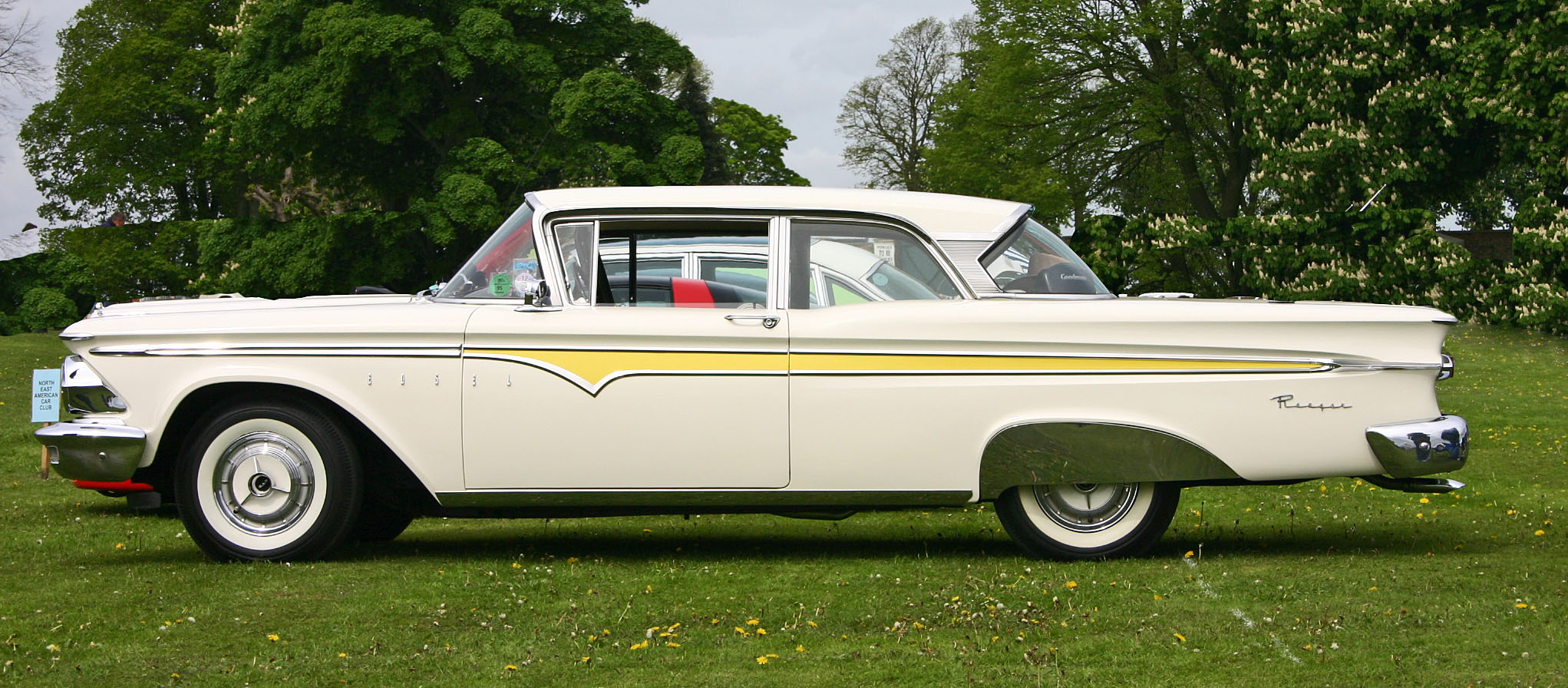
1959 Ranger 2-d Sedan
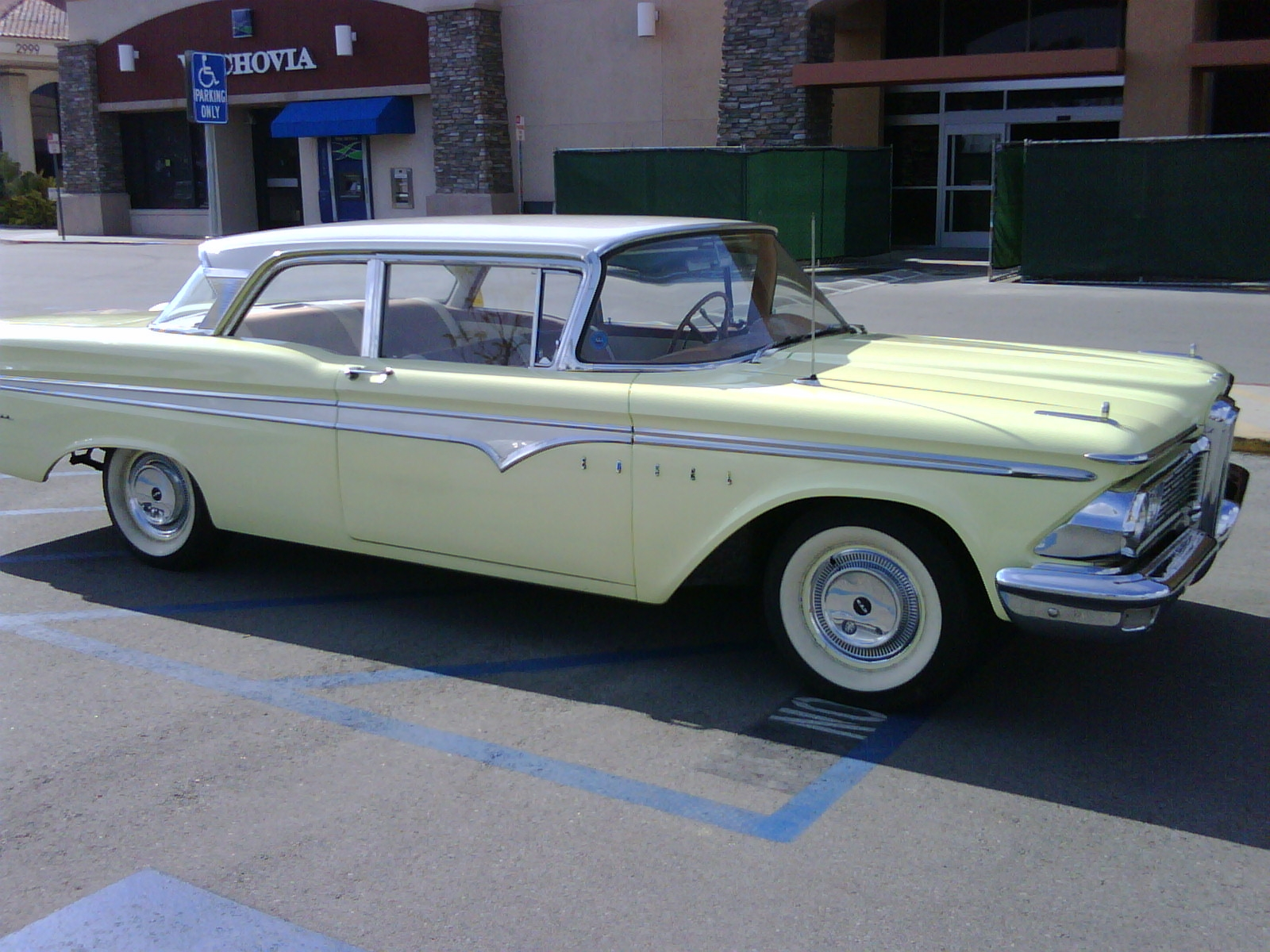
1959 Ranger 2-d Sedan
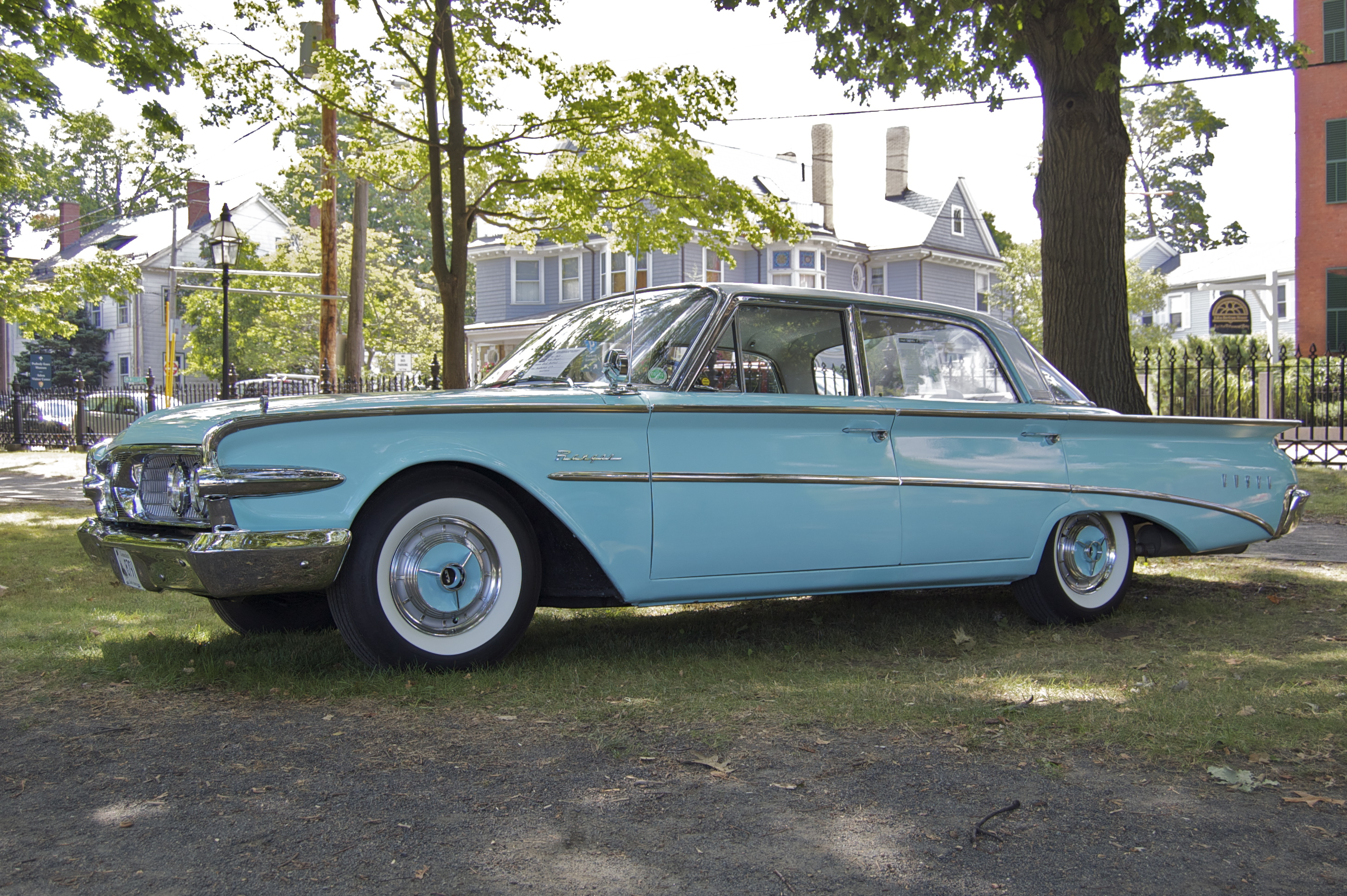
1960 Ranger 4-d Sedan
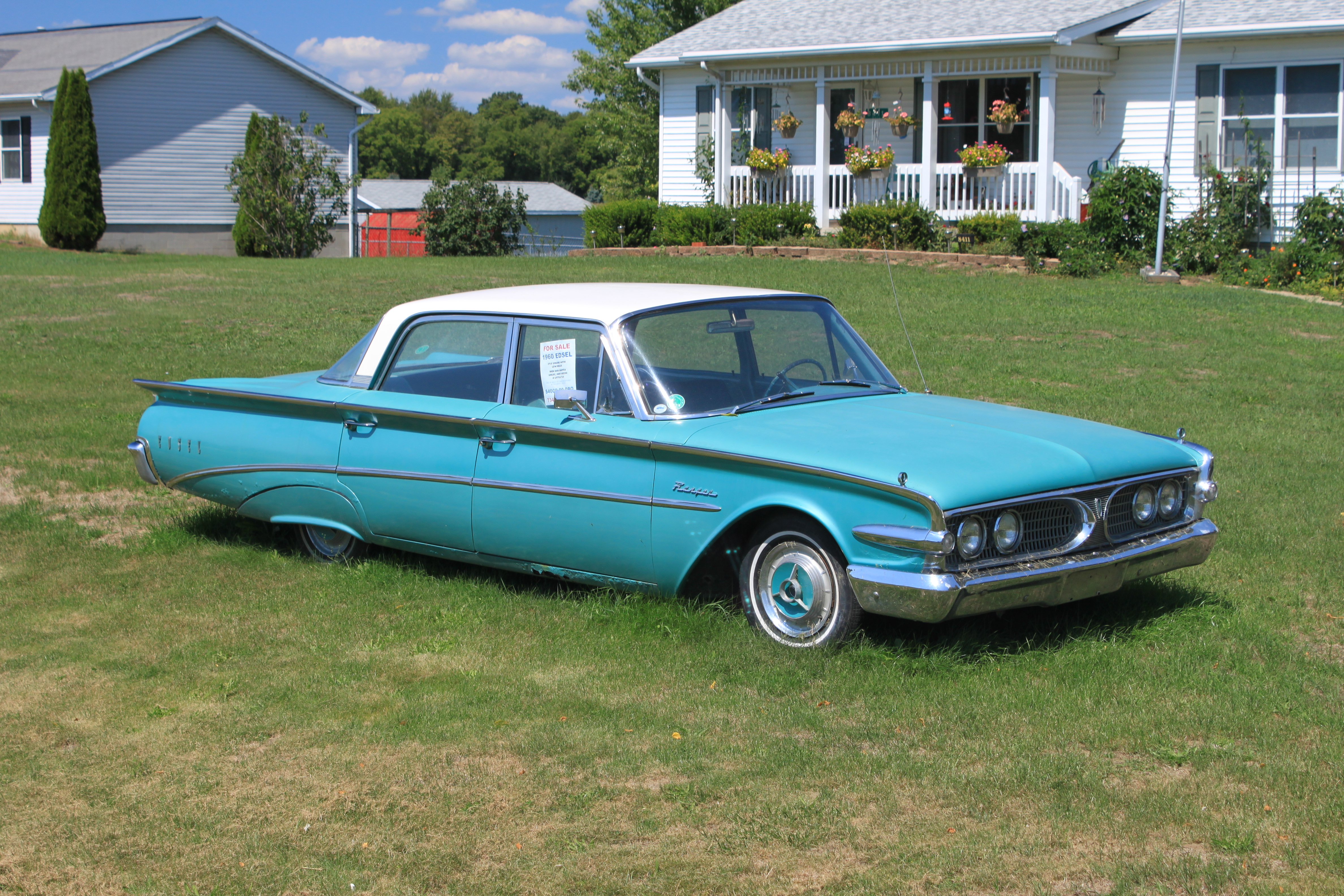
1960 Ranger 4-d Sedan
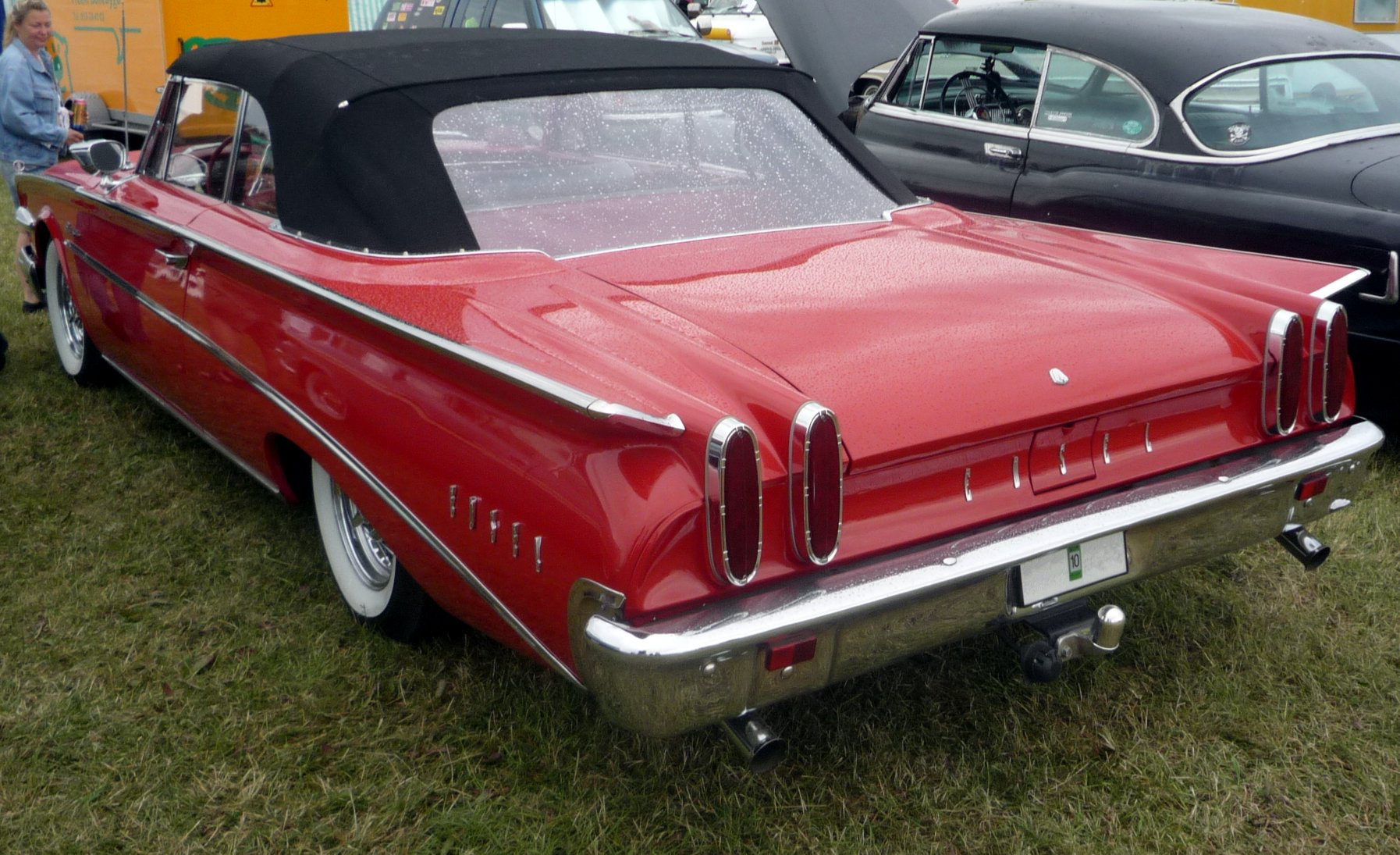
1960 Ranger Convertible

### Fotnoter
1. ↑  På exportmodeller 1958 satt en 5 437cc V8 (332 kubiktum, motorkod ”G”)
2. ↑  Den motor som år 1959 satt som standard i Edsel Corsair (en 332 kubiktums ”Express” V8 på 225 hk) kunde inte fås i Rangermodellerna
3. ↑  Motorkoden för 292-motorn var för 1959 ett ”C” och för 1960 ett ”W”. Motorn uppgavs för 1960 uetveckla 15 hk lägre effekt, men hade något större vridmoment jämfört med året innan
4. ↑  På exportmodeller 1958 angavs effekten till 168 - 198 kW vid 4 600 rpm (225 – 265 hk SAE) där prestandan på 332-motorerna varierade efter om de var försedda med tvåports- eller fyrportsfögasare
5. ↑  På exportmodeller 1958 angavs vridmomentet till 441 - 488 Nm vid 2 200 rpm (325 - 360 ft-lb)
6. ↑  Uppgiften om bränsleförbrukning på avser standardutrustade Edsel Ranger 1959
7. ↑  Den angivna vikten kommer från en källa som redogör för av den amerikanska bilförsäljarorganisationen NADA ursprungligen angivna termen Curb Weight vilket med undantag för 75 kg inräknad för föraren motsvarar den svenska termen tjänstevikt. För att få fram tjänstevikten har alltså dessa 75 kg lagts till, vilket förklarar eventuella avvikelser från andra källor.
8. ↑  Färgtillvalet ”Tri-tone”, vilket innebar att karossen, taket och pressningen på bakskärmarna var lackerade i tre sinsemellan olika kulörer, fanns inte att få i Ranger-serien
9. ↑  Uppskattningsvis över 90 % av Ranger-bilarna var utrustade med ”Teletouch”
10. ↑  I Mahwah producerades förseriebilar av Edsel från maj 1957 till årsskiftet 1957/58 och dessa bilar var märkta med bokstaven "E" i chassinumret
11. ↑   I San Jose producerades Edsel från juni 1957 till februari 1958 och dessa bilar var märkta med bokstaven "R" i chassinumret.
12. ↑  I Louisville tillverkade man fortfarande 58:or i slutet av augusti månad och bilar härifrån var märkta med bokstaven "U" i chassinumret
13. ↑  De 58:or som byggdes i Oakville var märkta med bokstavskombinationen "AK" i chassinumret för modellerna Ranger och Corsair samt med "BK" för modellerna Pacer och Citation
14. ↑  Anläggningen i Antwerpen fungerade som sammansättningsfabrik av i USA prefabricerade bilar, så kallade ”knock-downs” och dessa bilar var märkta med bokstavskombinationen "ABX" i chassinumret
15. ↑  För modellåret 1959 kunde Ranger och Villager (däremot inte den dyrare modellen Corsair) förses med en billigare rak sexcylindrig motor som kallades ”Econo-Six” på 3 654 cc (223 kubiktum, motorkod ”A”) som utvecklade 107 kW vid 4 000 rpm (145 hk SAE) samt med ett vridmoment på 279.3 Nm vid 2 200 rpm (206 ft-lb). Samtliga modeller kunde dessutom mot pristillägg utrustas med den största 361 kubiktums V8-motorn kallad ”Super Express”, vilken så när som på en kompressionssänkning från 10.5:1 till 10.0:1 var identisk med den motor som satt som standard i Ranger/Pacer året innan
16. ↑  Endast någon enstaka 59:a tillverkades vid Fords splitter nya anläggning i Allen Park, Michigan och dessa bilar var märkta med bokstaven "S" i chassinumret
17. ↑  I Louisville tillverkade man fortfarande Edsel fram till nedläggningen av märket den 19 november 1959 och bilar härifrån var märkta med bokstaven "U" i chassinumret
18. ↑  De 59:or som byggdes i Oakville var märkta med bokstaven "K" i chassinumret
19. ↑  Visserligen nyregistrerades det ett knappt 10-tal Edsel i Sverige under 1959, men då det var det huvudsakligen frågan om 58:or som olika återförsäljare inte lyckats avyttra tidigare
20. ↑  Motoralternativen för 1960 var: ”Econo-Six” (exakt samma som året innan, men detta år med motorkod ”V”) och den för bilmärket nya V8-motorn kallad ”Express” på 5 766 cc (352 kubiktum, motorkod ”Y”) som utvecklade 221 kW (300 hk SAE) med ett maximalt vridmoment på 406.7 Nm (300 ft-lb)
21. ↑  I likhet med året innan så tillverkades några enstaka förseriebilar av Edsel vid Fords fabrik i Allen Park, Michigan
22. ↑  Den absolut sista bilen som rullade av det löpande bandet vid fabriken i Louisville var en Villager